# 锡安修女院

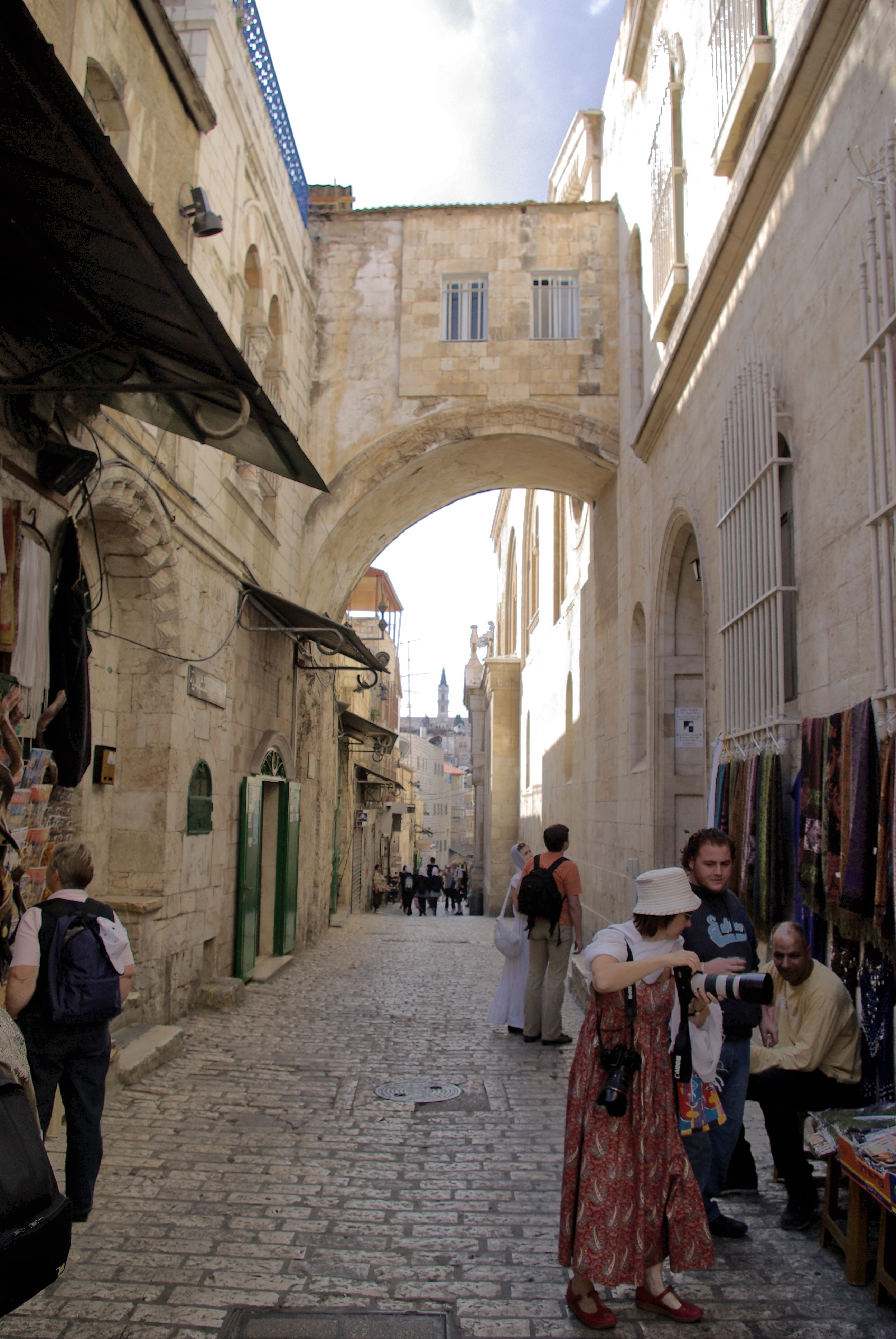
荆冕堂外的拱门

锡安修女院是一个锡安圣母会的女修道院，靠近耶路撒冷苦路东端，建于1857年。
1857年，一位皈依天主教，成为耶稣会会士的法国犹太人Marie-Alphonse Ratisbonne购买了这块土地。1858年-1862年，他建造了荆冕堂、孤女院和修女院建筑。修女们买了周围的几个阿拉伯住宅，将其并入修女院，用于开设药房。由于国家开设孤儿院，自1967年起，孤儿院建筑用于其他宗教目的。修道院现在开设宾馆和图书馆。
在锡安修女院的下面，是大片的古罗马石板，在好几个世纪以前就已经发现。这些石板一度被认为是圣经中记载的“铺华石处”（希腊语： lithostratos），即彼拉多审判耶稣的地方。但现在考古发现表明，这是公元2世纪古罗马广场的遗迹，是哈德良兴建的爱利亚加比多连的一部分。

## 麻雀池

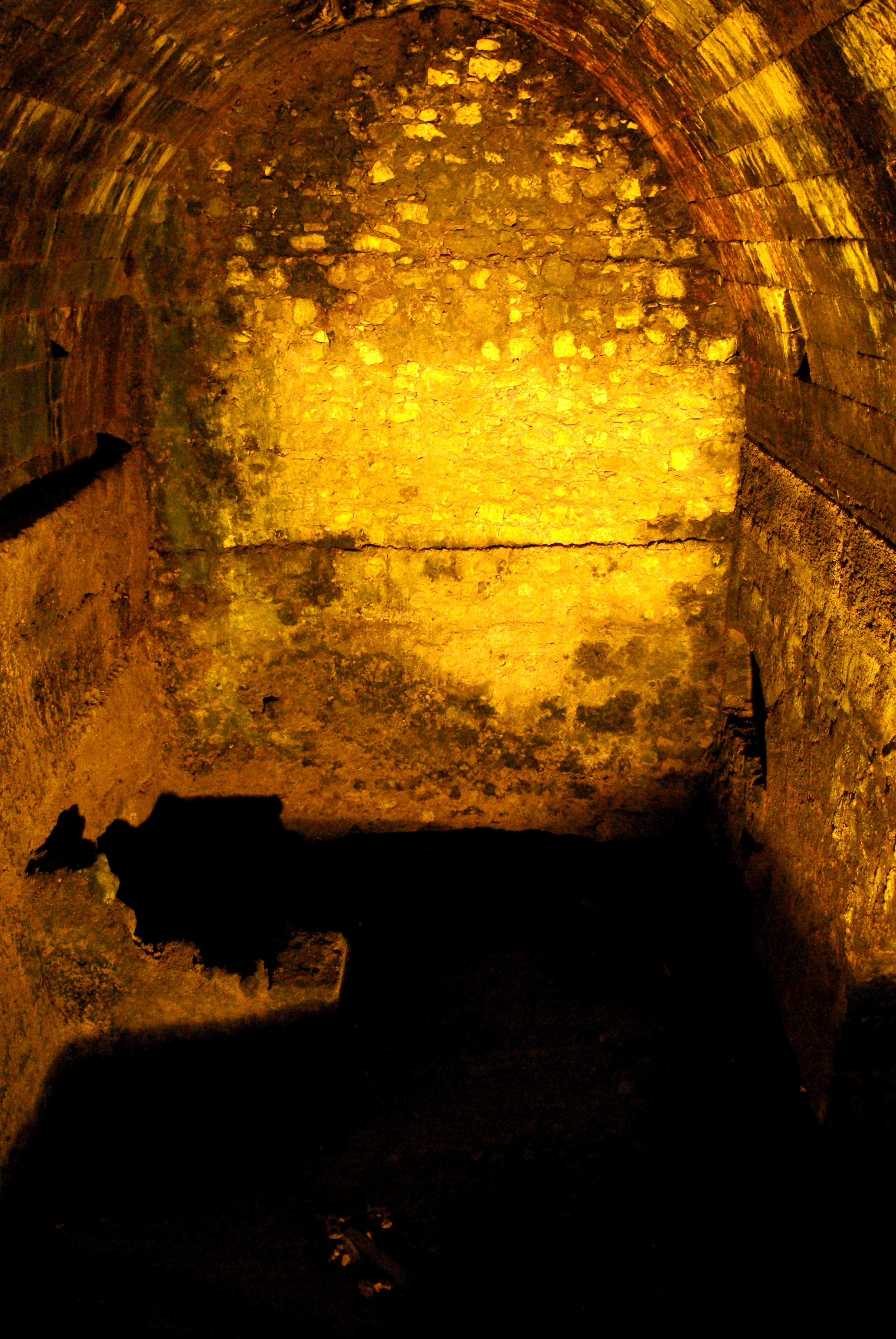
麻雀池

石板下面是一个大水池，收集从古罗马广场建筑物排水管汇集的雨水。在哈德良以前，这是一个露天水池，哈德良为它增加了拱顶，上面铺成路面。

## 荆冕堂外的拱门
修女院内的荆冕堂，荆冕堂外有一座跨街的拱门。传统上认为拱门是圣经上彼拉多说「试观此人」的地方，但是现在了解这是哈德良所建，作为上述罗马广场的入口。